# 36774 Kuittinen
36774 Kuittinen è un asteroide della fascia principale. Scoperto nel 2000, presenta un'orbita caratterizzata da un semiasse maggiore pari a 2,5889135 au e da un'eccentricità di 0,1524057, inclinata di 13,62044° rispetto all'eclittica.
L'asteroide è dedicato al geodista finlandese Risto Kuittinen.